# Charles H. Watson
Charles Henry Watson (8 de Outubro 1877 -  24 de Dezembro de 1962) foi pastor, missionário e Presidente da Associação Geral da Igreja Adventista do Sétimo Dia eleito pela Conferência Geral de 1930 e permaneceu no cargo até 1936. 

## História
Watson nasceu na Austrália em 08 de outubro de 1877 em uma família de agricultores que morava perto de Yambuk, Victoria. 
Em 23 de março 1898, ele se casou com sua então namorada e vizinha de infância, Elizabeth Mary Shanks. Em 1900, sua família foi convertida nas doutrinas da Igreja Adventista do Sétimo Dia. Porem Charles H. Watson resistiu aceitar essas doutrinas até 1902, quando ele encontrou nenhum apoio bíblico para a observância do domingo e foi batizado por WA Hennig. Watson havia sido um bem sucedido comerciante de lã , mas saiu do negócio em 1907 para entrar para o Australásia Colégio Missionário, a fim de estudar para o ministério pastoral. Ele se formou nesta escola em 1909 e foi ordenado para pastor da Igreja Adventista do Sétimo Dia em 14 de setembro de 1912 aos 35 anos de idade. 
Watson foi nomeado presidente da Conferência de Queensland em 1914. Seu senso de negócios e aptidão para lembrar nomes e rostos o fez ganhar boa reputação e habilidade administrativa, e em 1915 ele foi eleito presidente da União Australásia (Região Administrativa da Igreja Adventista que compreende a Austrália e Nova Zelândia). Durante este tempo ele pregou na Austrália, Fiji, Tahiti, e nos Estados Unidos. 
De 1922 até 1926 ele atuou como vice-presidente e tesoureiro-associado da Associação Geral da Igreja Adventista do Sétimo Dia. 
Ele voltou para a América do Norte em 1930 para assistir à Sessão da Conferência Geral, na qual seu nome estava em pauta como candidato a presidência. 
foi eleito presidente da Associação geral da Igreja Adventista do Sétimo Dia, em grande parte motivado por sua perícia e capacidade financeira. Ele dirigiu a Igreja Adventista durante um momento de corte de orçamento e consolidação, ao realizar um período de crescimento denominacional. 
Quando seu mandato terminou em 1936, ele voltou para Queensland, Austrália, onde assumiu as funções de vice-presidente da Divisão de Australasian (Região Administrativa da Igreja Adventista que compreende a Austrália e Nova Zelândia) e presidente da Conferência da União Australásia. Ele se aposentou em 1944.  
Charles H. Watson foi um dos quarto presidentes da Igreja Adventista do Sétimo Dia não norte-americanos desde a organização da Igreja em 1963 até o presente momento (2015). Os demais foram:
- Ole Andres Olsen (Noruega);
- Robert S. Folkenberg (Porto Rico);
- Jan Paulsen (Noruega).

## Sermões de Charles H. Watson
Como pastor Charles Henry Watson escreveu os seguintes sermões (palestras voltadas para os cultos aos fieis)
| - A obra substitutiva de Cristo. - A tarefa da Igreja. - A falha de um grande movimento. - A partir de terras pagãs. - Sermão fúnebre. - Gênesis 12: 1 - Getsêmani. Mateus 26. - A grandeza de serviço. - A colheita do Senhor. - A mais elevada educação. - Ajudar os necessitados. | - Ajudar os necessitados do Senhor. - O Espírito Santo. - Isaías 41:19 - Isaías 59:20 - João 14:19 - A Lâmpada. - Marcos 16: 3 - Ó Senhor, nosso Salvador. - Nossa mordomia. - Recompensa do vencedor. | - Um sermão. - Sermão: Meus queridos irmãos e amigos. - Sermão: o retorno de Nosso Senhor. - A simplicidade da obra de Deus. - O pecado é entendido como... - Esta manhã eu quero chamar a sua atenção... - As doutrinas adventistas do sétimo dia. - O Caminho do cristão. - A Sabedoria de Deus. - Testemunhando por Cristo |  |

## Morte de Watson
Charles H. Watson faleceu em 24 de dezembro 1962 em Sydney Hospital e Sanatório, e foi sepultado no cemitério: Northern Suburbs Cemetery, em Sydney, Austrália.